# Jonathan Bender
Jonathan Bender (Picayune, Mississippi, 30 de janeiro de 1981) é um ex-basquetebolista profissional norte-americano, que jogou pelo Indiana Pacers e  New York Knicks na National Basketball Association (NBA).

## Estatísticas

### Temporada regular
| Ano     | Equipe   | PJ  | PT | MPP  | %TC  | %3P  | %TL   | RPP | APP | ROB | TPP | PPP |
| ------- | -------- | --- | -- | ---- | ---- | ---- | ----- | --- | --- | --- | --- | --- |
| 1999–00 | Indiana  | 24  | 1  | 5.4  | .329 | .167 | .667  | .9  | .1  | .0  | .2  | 2.7 |
| 2000–01 | Indiana  | 59  | 7  | 9.7  | .355 | .268 | .735  | 1.3 | .5  | .1  | .5  | 3.3 |
| 2001–02 | Indiana  | 78  | 17 | 21.1 | .430 | .360 | .733  | 3.1 | .8  | .2  | .6  | 7.4 |
| 2002–03 | Indiana  | 46  | 2  | 17.8 | .441 | .358 | .714  | 2.9 | .9  | .2  | 1.2 | 6.6 |
| 2003–04 | Indiana  | 21  | 0  | 12.9 | .472 | .409 | .830  | 1.9 | .4  | .2  | .5  | 7.0 |
| 2004–05 | Indiana  | 7   | 0  | 13.3 | .400 | .200 | .500  | 2.0 | .6  | .1  | .3  | 5.1 |
| 2005–06 | Indiana  | 2   | 0  | 10.5 | .800 | .000 | 1.000 | 2.0 | 1.0 | .0  | .5  | 5.0 |
| 2009–10 | New York | 25  | 1  | 11.7 | .400 | .359 | .923  | 2.1 | .6  | .1  | .7  | 4.7 |
| Total   |          | 262 | 28 | 14.7 | .417 | .340 | .763  | 2.2 | .6  | .2  | .6  | 5.5 |

### Playoffs
| Ano     | Equipe  | PJ | PT | MPP  | %TC  | %3P   | %TL  | RPP | APP | ROB | TPP | PPP |
| ------- | ------- | -- | -- | ---- | ---- | ----- | ---- | --- | --- | --- | --- | --- |
| 1999–00 | Indiana | 9  | 0  | 2.3  | .667 | 1.000 | .500 | .3  | .0  | .1  | .0  | 1.3 |
| 2000–01 | Indiana | 1  | 0  | 4.0  | .000 | .000  | .000 | .0  | .0  | .0  | .0  | .0  |
| 2001–02 | Indiana | 5  | 0  | 9.2  | .500 | .000  | .000 | .8  | .4  | .4  | .6  | 1.2 |
| 2002–03 | Indiana | 3  | 0  | 11.3 | .333 | .333  | .667 | 2.3 | .0  | .0  | .7  | 5.7 |
| 2003–04 | Indiana | 16 | 0  | 12.6 | .406 | .360  | .750 | 1.8 | .4  | .1  | .9  | 4.8 |
| Total   |         | 43 | 0  | 7.6  | .454 | .361  | .679 | 1.0 | .2  | .1  | .4  | 2.6 |